# Henri-Pierre Picou
Henri-Pierre Picou né le 27 février 1824 à Nantes et mort dans la même ville le 16 juillet 1895 est un peintre français.
Il fait partie du mouvement néo-grec.

## Biographie
Henri-Pierre Picou est élève de Paul Delaroche et Charles Gleyre à l'École royale des beaux-arts de Paris. Il est lauréat d'un deuxième prix de Rome en 1853 pour Jésus chassant les vendeurs du temple.
Il est l'ami de plusieurs peintres contemporains comme Félix Jobbé-Duval et Auguste Toulmouche[réf. souhaitée].

## Salons
- 1849 : La Naissance de Pindare, 1848, huile sur toile, 115 × 148 cm, no 1635, localisation inconnue[4].

## Œuvres dans les collections publiques
États-Unis
- New York, musée d'Art Dahesh :

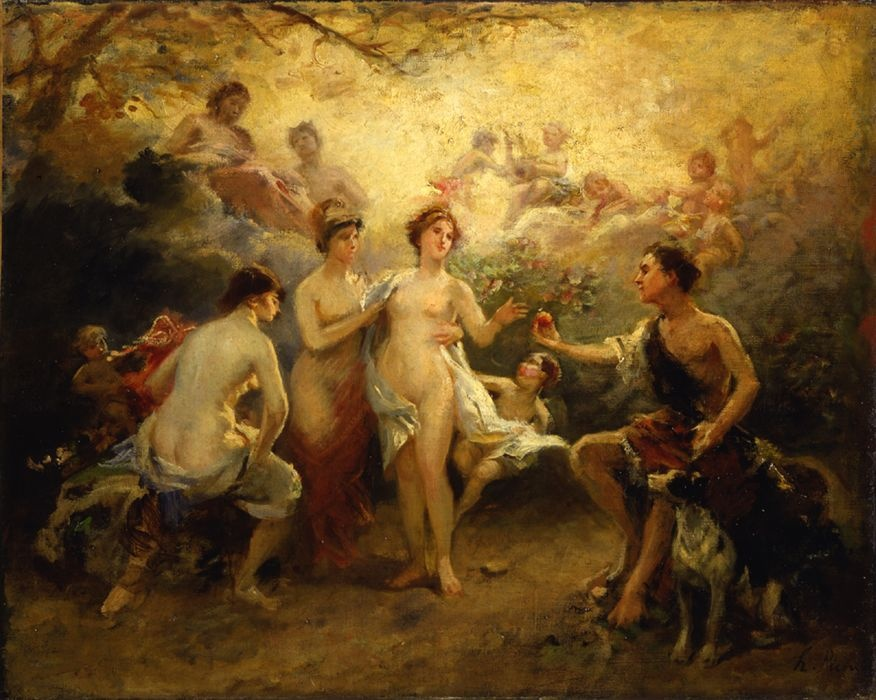
Le Jugement de Pâris, New York, musée d'Art Dahesh.

  - Andromède attachée à un rocher, 1874[5] ;
  - La Fin de l'Innocence, 1885[6] ;
  - L'Innocence séduite par l'Amour, 1886[7] ;
  - Le Jugement de Pâris[8].

France
- Nantes :
  - église Notre-Dame-de-Bon-Port : peinture murale du cul-de-four de l'abside représentant La Cène, œuvre disparue[9].
  - musée des Beaux-Arts :
    - L'Église Saint-Jacques à Nantes[10] ;
    - La Bonne aventure, 1872[11] ;
    - Jeune femme enlevant ses gants, dessin[12] ;
    - Portrait de Céphise Picou, sœur de l'artiste[13] ;
    - Portrait de Madame Henri-Jean-Pierre Picou, mère de l'artiste, 1846[14] ;
    - La Pêche miraculeuse, vers 1850[15] ;
    - Le Styx, 1849[16].
- Paris :
  - École nationale supérieure des beaux-arts : Jésus chassant les vendeurs du Temple, 1853.
  - musée d'Orsay : La Naissance de Pindare, 1848, Salon de 1849[17].

Œuvres d'Henri-Pierre Picou
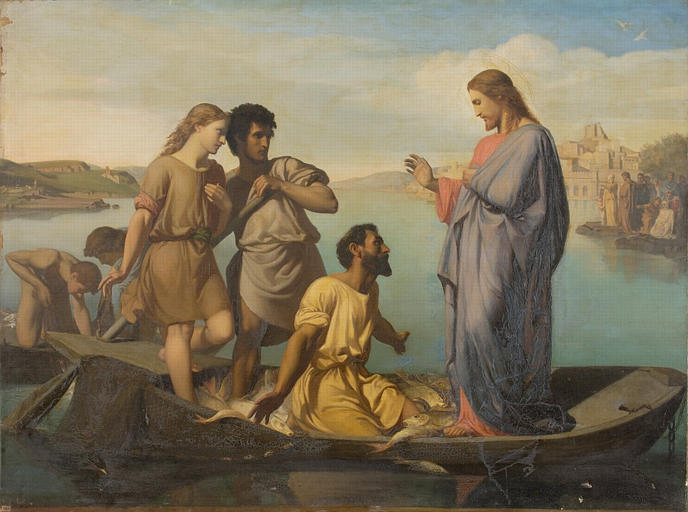
La Pêche miraculeuse, 1845, musée des Beaux-Arts de Nantes.
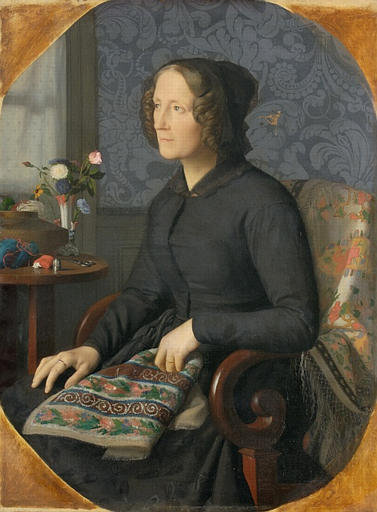
Portrait de Madame Henri-Jean-Pierre Picou, mère de l'artiste, 1846, musée des Beaux-Arts de Nantes.
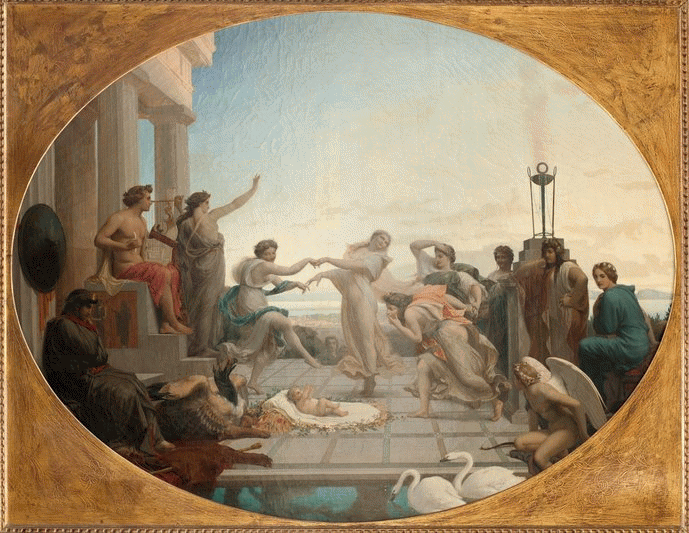
La Naissance de Pindare, 1848, Paris, musée d'Orsay.
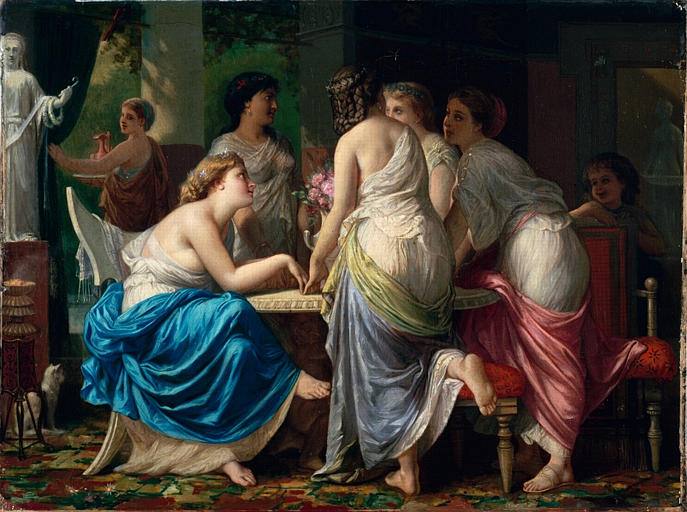
La Bonne aventure, 1872, musée des Beaux-Arts de Nantes.
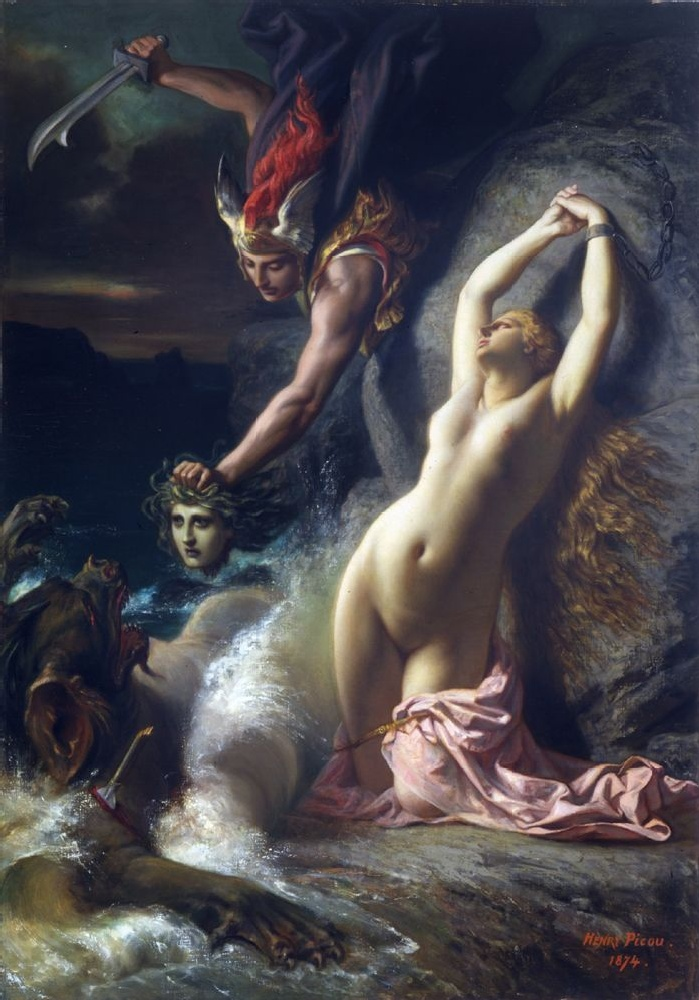
Andromède attachée à un rocher, 1874, New York, musée d'Art Dahesh.
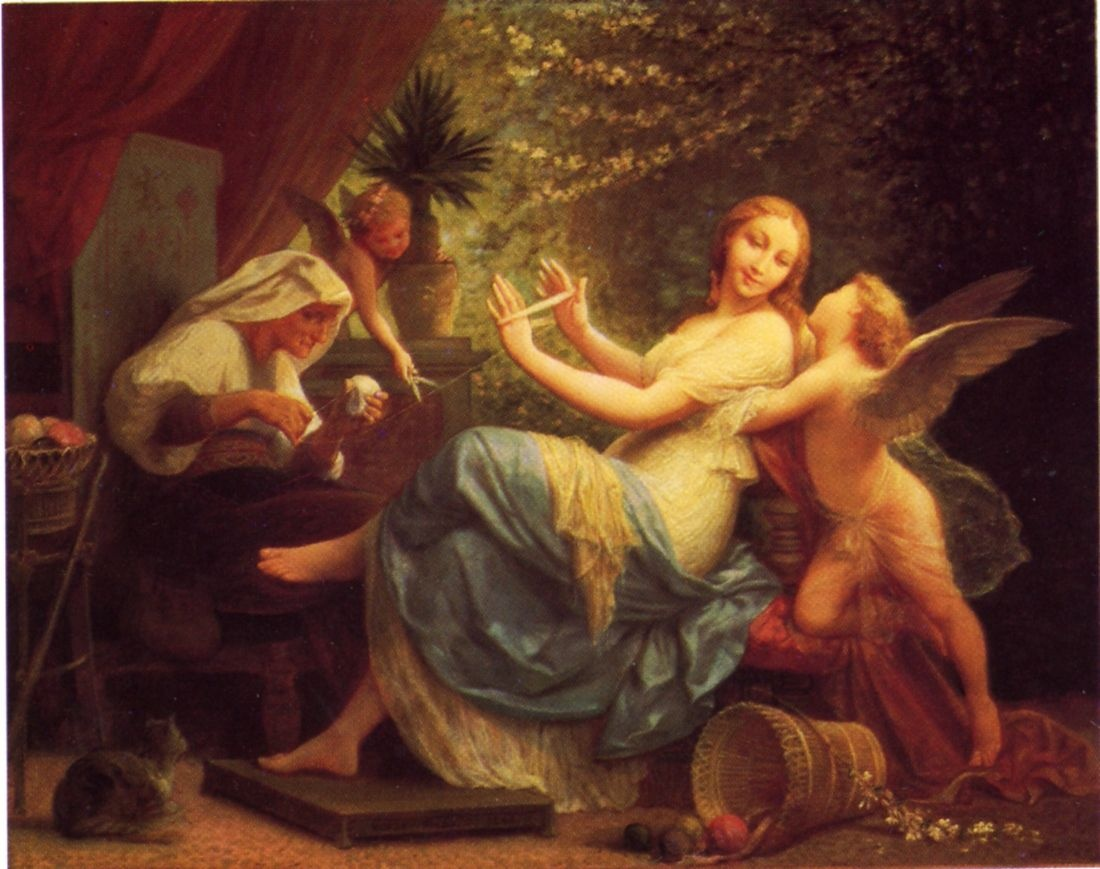
L'Innocence séduite par l'Amour, 1886, New York, musée d'Art Dahesh.